# Schacht (Bergbau)
Der Schacht ist im Bergbau ein Grubenbau, mit dem die Lagerstätte von der Oberfläche (über Tage) her erschlossen wird. Schächte dienen dem Transport von Personen (Seilfahrt) und Material, der Förderung der Abbauprodukte sowie der Frischluftversorgung (Bewetterung).

## Geschichte

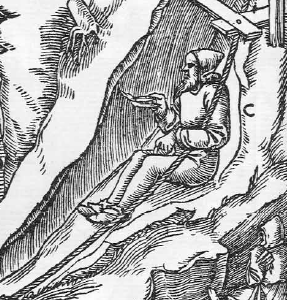
Bergmann, tonnlägigen Schacht hinabrutschend (nach Georg Agricola)

Die ersten Schächte gab es bereits vor über 7500 Jahren. Aus etwa 8 Meter tiefen Schächten wurden Feuersteine im bergmännischen Verfahren in kleinen Gruben gewonnen, die sich zu regelrechten Grubenfeldern (Grimes Graves) gestalteten. Um in die Grube zu gelangen, fuhren die Bergleute vermutlich bereits an Seilen durch den Schacht ein. Diese Schächte blieben jedoch nur kurze Zeit in Betrieb und wurden, wenn der Feuerstein abgebaut war, wieder verfüllt. Dies geschah mit dem Abraum eines Schachtes, der wenige Meter weiter gegraben wurde. Ein ähnliches Prinzip wurde auch beim Duckelbau verwendet.
Mit der Einführung der Dampfkraft war die Technik des Tiefbauschachts im großen Stile möglich. Die Dampfkraft war auch notwendig, um die in großen Massen anfallenden Grundwasserzuflüsse aus dem Schachtsumpf abzupumpen. Für die umfangreichen technischen Anlagen wie Kessel, Dampfmaschine, Seilscheiben etc. wurden stärkere Schachtgebäude erforderlich. Aus diesen hat sich das Fördergerüst entwickelt. Mitte des 15. Jahrhunderts erreichten die Schächte im Mansfelder Erzbergbau bereits eine Teufe von über 200 Meter. Im 16. Jahrhundert wurden bereits in der Nähe von Kitzbühel Tiefbaugruben erstellt, bei denen die Schächte eine Teufe von über 880 Meter hatten.

## Grundlagen
Schächte werden immer dann benötigt, wenn eine Lagerstätte unterhalb der Stollensohle liegt, sodass kein Stollenbau mehr möglich ist, oder zur Unterstützung des Stollenbaus. Der tiefste Punkt eines Schachtes ist der Schachtsumpf, der oberste Punkt ist die Hängebank. Die Hängebank ist in ihrer Funktion mit dem Stollenmundloch vergleichbar. Zwischen Hängebank und Schachtsumpf liegen je nach Lagerstätte die einzelnen Sohlen. Den Übergang von der Schachtröhre zur Strecke nennt der Bergmann Schachtglocke. Im Bereich der Schachtglocke befindet sich eine spezielle Konstruktion die Schachtstuhl genannt wird. Der unmittelbar an den Schacht angrenzende Sohlenabschnitt wird Füllort genannt, hier wird die waagerechte Streckenförderung in die Schachtförderung übergeleitet. Den Schachtquerschnitt eines Schachtes mit Schachtausbau bezeichnet man als Schachtscheibe. Ein Schacht wird in der Regel in mehrere Abteilungen unterteilt. Jede dieser Abteilungen wird als Trum (auch Trumm) bezeichnet, so gibt es das Fahr-, das Kunsttrum (auch Rohr- oder Leitungstrum) und die Fördertrume.

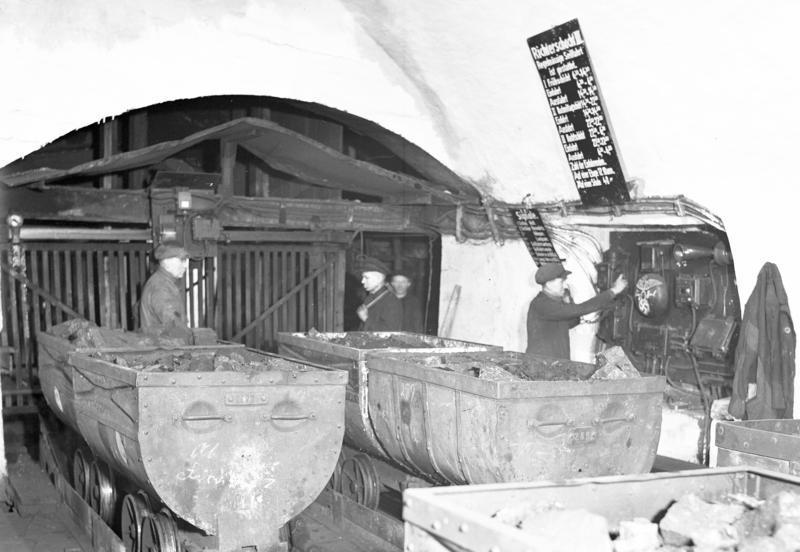
Füllort
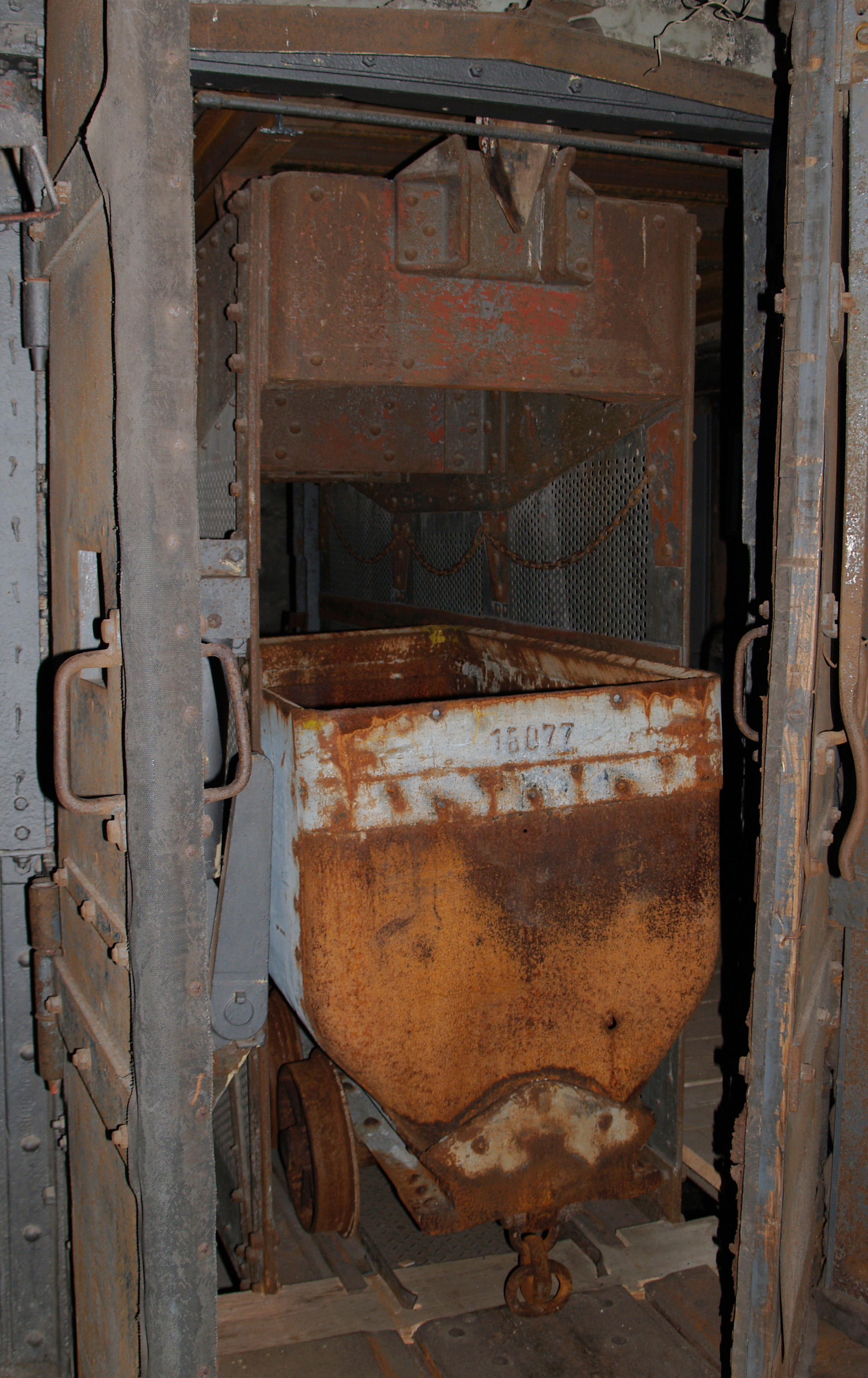
Beladener Förderkorb am Anschlag
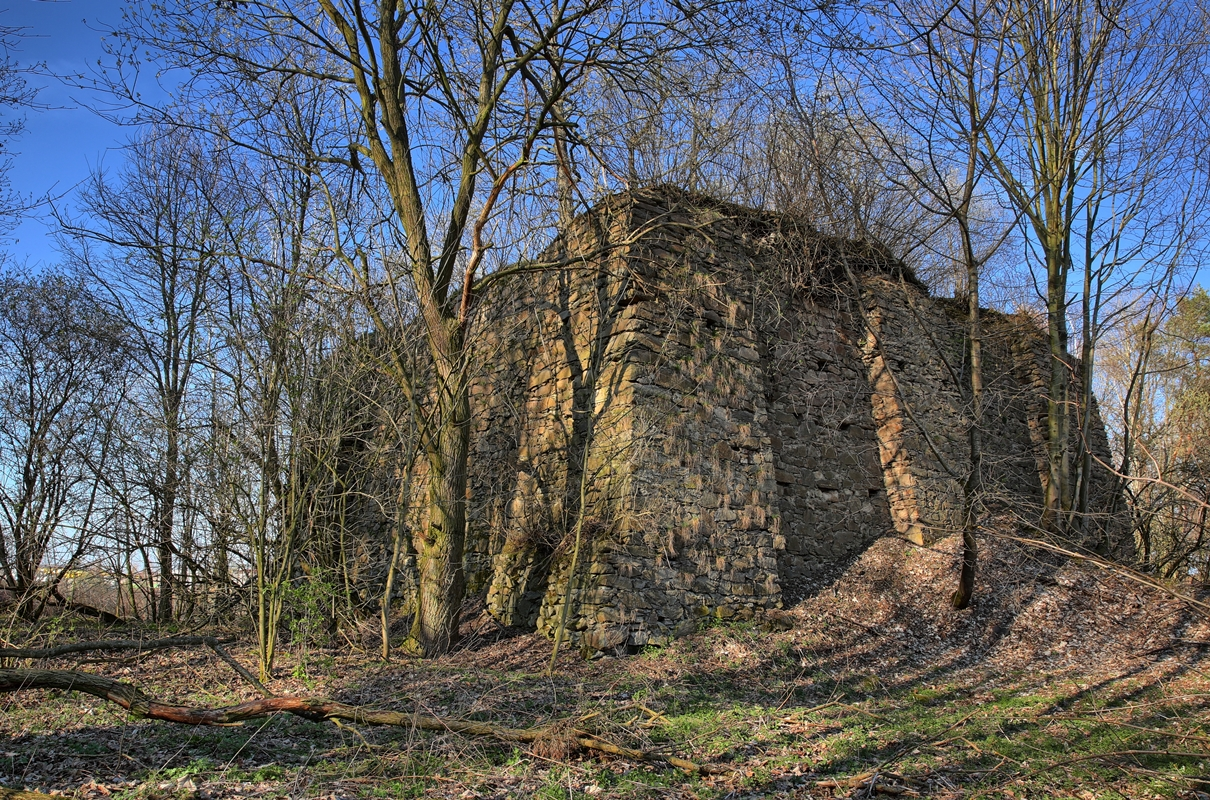
Freigelegte Schachtaufsattelung des Riedelschachtes in Reinsberg, einer der seltenen Fälle, in denen das Haldenmaterial um den Schacht nach Einstellung des Bergbaus soweit abgetragen wurde, dass die Schachtaufsattelung wieder sichtbar ist
Wasserhaltung im frühen Tiefbau. Rechts der Förderschacht und links der Kunstschacht mit der Pumpenkunst.

## Unterteilung nach Lage

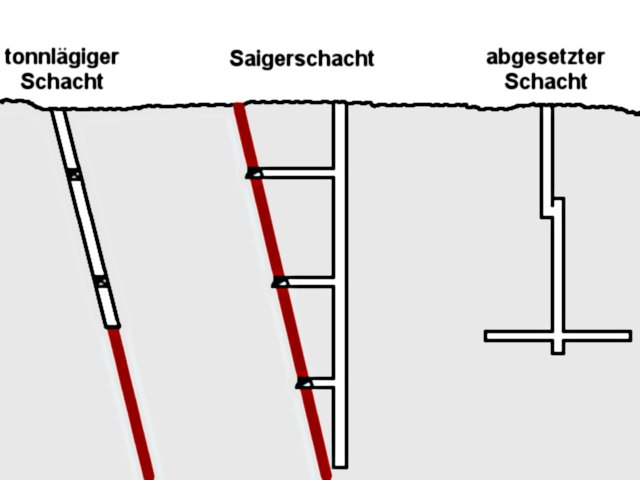
Schachtarten

Schächte werden entweder tonnlägig, seiger (senkrecht), oder gebrochen angelegt. Tonnlägige Schächte werden überwiegend bei günstigen Gebirgsverhältnissen angelegt. Im früheren Erzbergbau wurden Schächte fast ausschließlich tonnlägig angelegt. Diese Schächte folgen den stark geneigten Lagerstätten (z. B. Erzgängen) und weichen deshalb von der Senkrechten ab. Ein Vorteil tonnlägiger Schächte waren die niedrigen Anlagekosten, da die Gangfüllung meist weicher als das Nebengestein ist. Durch das schräge Anfahren der Lagerstätte kann man auf Ausrichtungsstrecken vom Schacht zur Lagerstätte verzichten. Beim Erzbergbau konnte man zusätzlich schon während des Abteufens Erze gewinnen, beim Gangerzbergbau lernte man zusätzlich die Erzführung des Ganges kennen. Ein Nachteil tonnlägiger Schächte ist, dass der Korb auf Rollen entlang von Führungsschienen herabgelassen wird, dabei kommt es zu einem höheren Seilverschleiß.
Seigere Schächte werden überwiegend bei mächtigem Deckgebirge oder bei schwierigen Gebirgsverhältnissen angelegt. Diese Schächte sind zwar bei der Erstellung teurer als tonnlägige Schächte, haben aber über einen längeren Betriebszeitraum größere Vorteile. Zunächst einmal erleiden die Schachtstöße einen geringeren Druck als bei tonnlägigen Schächten. Dadurch kann der Schachtausbau schwächer dimensioniert werden und der Reparaturaufwand ist nicht so groß wie bei tonnlägigen Schächten. Außerdem ist bei gleicher Teufe bei seigeren Schächten die geteufte Schachtlänge geringer. Heute werden in der Regel nur noch seigere Schächte erstellt.
Gebrochene Schächte sind Schächte mit unterschiedlich (seiger, tonnlägig) geteuften Teilstücken. Diese Schächte werden nur selten angelegt. Um ein mächtiges Deckgebirge schnell durchteufen zu können, werden diese Schächte zunächst seiger abgeteuft. Wenn die Lagerstätte erreicht ist, werden sie im Lagerstättenbereich tonnlägig weiter geteuft. Hat der seiger geteufte Teil nur eine geringe Teufe, so nennt man so einen Schacht im sächsischen Bergrevier einen vorgeschlagenen Schacht. Nachteilig ist bei gebrochenen Schächten, dass sich die Förderung schwieriger durchführen lässt. Man benötigt bei diesen Schächten speziell gestaltete Fördergefäße. Auch werden am Brechungspunkt spezielle Vorrichtungen benötigt.

## Nutzung

Schacht mit Förderanlage

Je nach Nutzung wurden die Schächte eingeteilt in Wetterschacht, Fahrschacht, Treibeschacht, Förderschacht, Kunstschacht, Richtschacht, Zieheschacht oder Hauptschacht.
Wetterschächte sind Schächte, deren Hauptaufgabe in der Bewetterung liegt. Kleinere Wetterschächte, die hauptsächlich beim Stollenbau verwendet werden, heißen Lichtlöcher. Diese Schächte werden auch als Stollnschacht oder Stollenschacht bezeichnet, und werden zur Unterstützung des Stollenbetriebes benötigt.
Schächte, die der Befahrung der tieferen Grubenbaue dienen, wurden früher Fahrschächte genannt, heute wird gelegentlich das durch Einbauten vom Fördertrum abgeteilte Fahr- oder Fahrentrum Fahrschacht genannt. Schächte, die primär zur Personenbeförderung dienen, werden heute Seilfahrtsschacht genannt. Schächte, die zur Förderung der Materialien, der Mineralien, dienen, wurden früher Treibeschacht oder Förderschacht genannt, heute werden sie nur noch Förderschacht genannt. Schächte, in denen ein Kunstgestänge zur Hebung des Grubenwassers eingebaut war, wurden Kunstschacht genannt.
Richtschächte dienten der Ausrichtung der Lagerstätte. Sie werden üblicherweise auf der Markscheide zwischen zwei Grubenfeldern angelegt. Im frühen Gangerzbergbau war es nicht üblich, senkrechte (seigere) Schächte zu teufen. I. d. R. wurden sie im Einfallen des Ganges angelegt. Als man ungefähr im 17./18. Jh. dazu überging, die Lagerstätten planmäßiger abzubauen, kamen seigere Schächte in Mode. Da sie zur Ausrichtung der Lagerstätte dienten, nannte man sie Richtschächte, um sie von den anderen abzugrenzen. Dem Bergmann sagt also der Begriff Richtschacht, dass es sich um einen Hauptschacht außerhalb der Lagerstätte handelt, der durchgehend ist – im Gegensatz zu den alten tonnlägigen Schächten mit Haspelförderung, die abgesetzt waren, weil händische Haspel weniger als 100 m Förderhöhe schaffen. Heutzutage gibt es eigentlich nur noch Richtschächte. Richtschacht ist eine Lage- und Funktionsbezeichnung eines Schachtes.
Wenn ein Schacht alle diese Aufgaben in sich vereint, nennt man ihn Hauptschacht. Wenn bei Schächten die Förderung des Erzes durch einen Haspel erfolgte, wurde er Zieheschacht oder Ziehschacht genannt. Ein Schacht, der mit der Erdoberfläche in Verbindung steht, heißt Tagesschacht oder Tagschacht. Ein Blindschacht hingegen ist ein Schacht, der nur „unter Tage“ mehrere Sohlen miteinander verbindet. Er führt nicht bis an das Tageslicht.

## Formen und Abmessungen

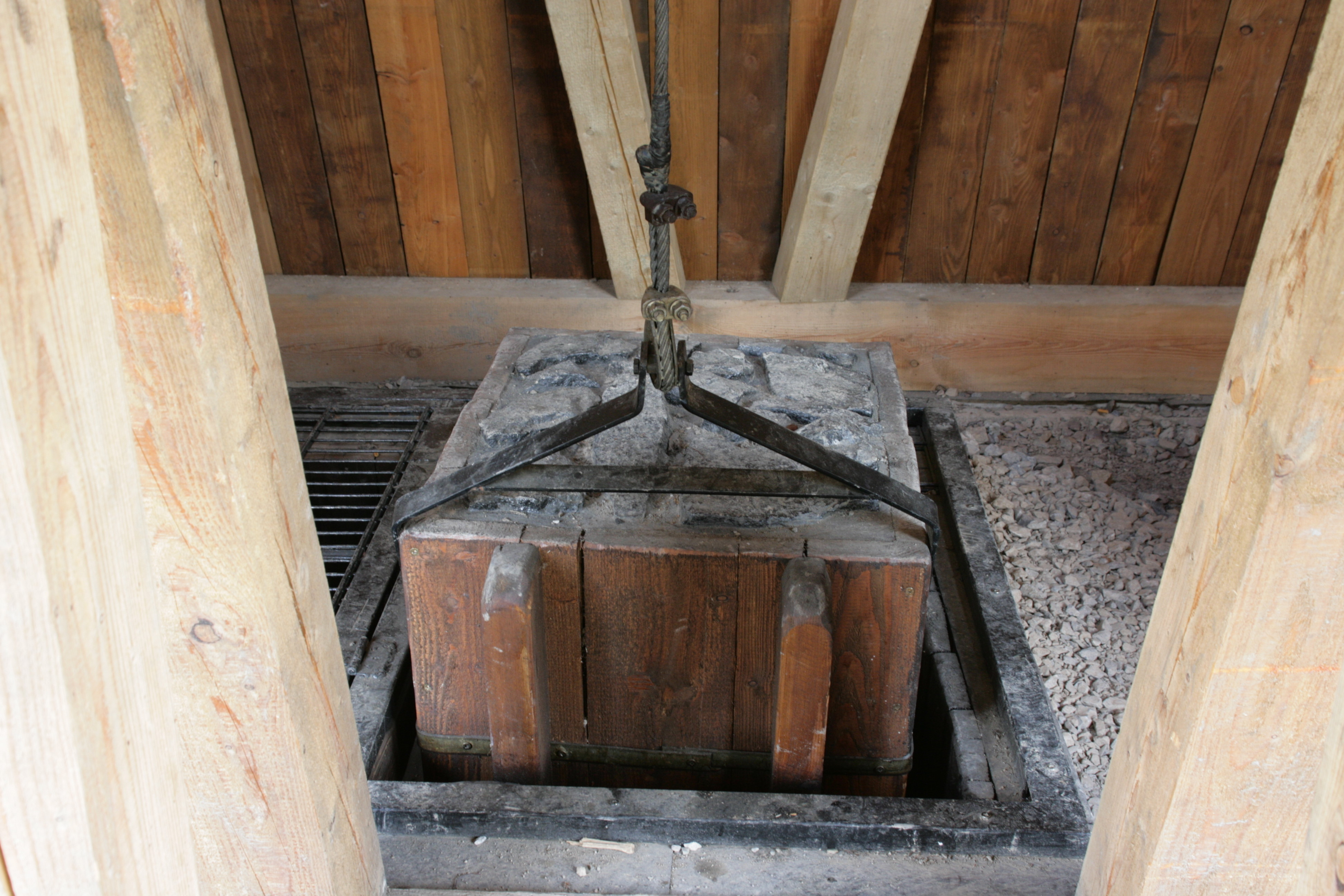
Eckige Schachtscheibe

Schächte können eckig, oval oder kreisrund geformt sein. Runde Schächte haben den Vorteil, dass bei ihnen der seitliche Gebirgsdruck wesentlich besser durch den Schachtausbau beherrscht werden kann als bei eckigen Schächten. Der Schachtdurchmesser hat sich im Laufe der Jahre von zunächst 1 bis maximal 2 Meter gesteigert. Später hatten die Tagesschächte bereits einen Durchmesser von 2,5 bis 4 Meter. Heutige Schächte haben in der Regel einen Durchmesser von 8 Meter. Da der Schachtdurchmesser einen großen Einfluss auf die Förderkapazität des Schachtes hat, werden bei der Planung eines Schachtes mehrere Faktoren berücksichtigt. Zunächst ist entscheidend, welchen Materialbedarf das Bergwerk hat und ob es über den entsprechenden Schacht fördern will. Dabei spielt zusätzlich auch die Größe und das Gewicht des zu fördernden Materials eine wesentliche Rolle. Außerdem ist entscheidend, wie viele Bergleute zur Seilfahrt kommen. Die Teufe eines Schachtes hängt von der Tiefe der auszubeutenden Lagerstätte ab. Je nach Lagerstätte reichen oftmals Schachtteufen von weniger als 100 Meter aus. Die meisten heutigen Schächte haben eine Teufe von mehreren hundert Metern, teilweise über tausend. Bei einem der tiefsten Bergwerke der Welt, dem Bergwerk Western Deep Levels, hat ein Wetterschacht eine Teufe von über 3000 Metern.

## Schachteinbauten

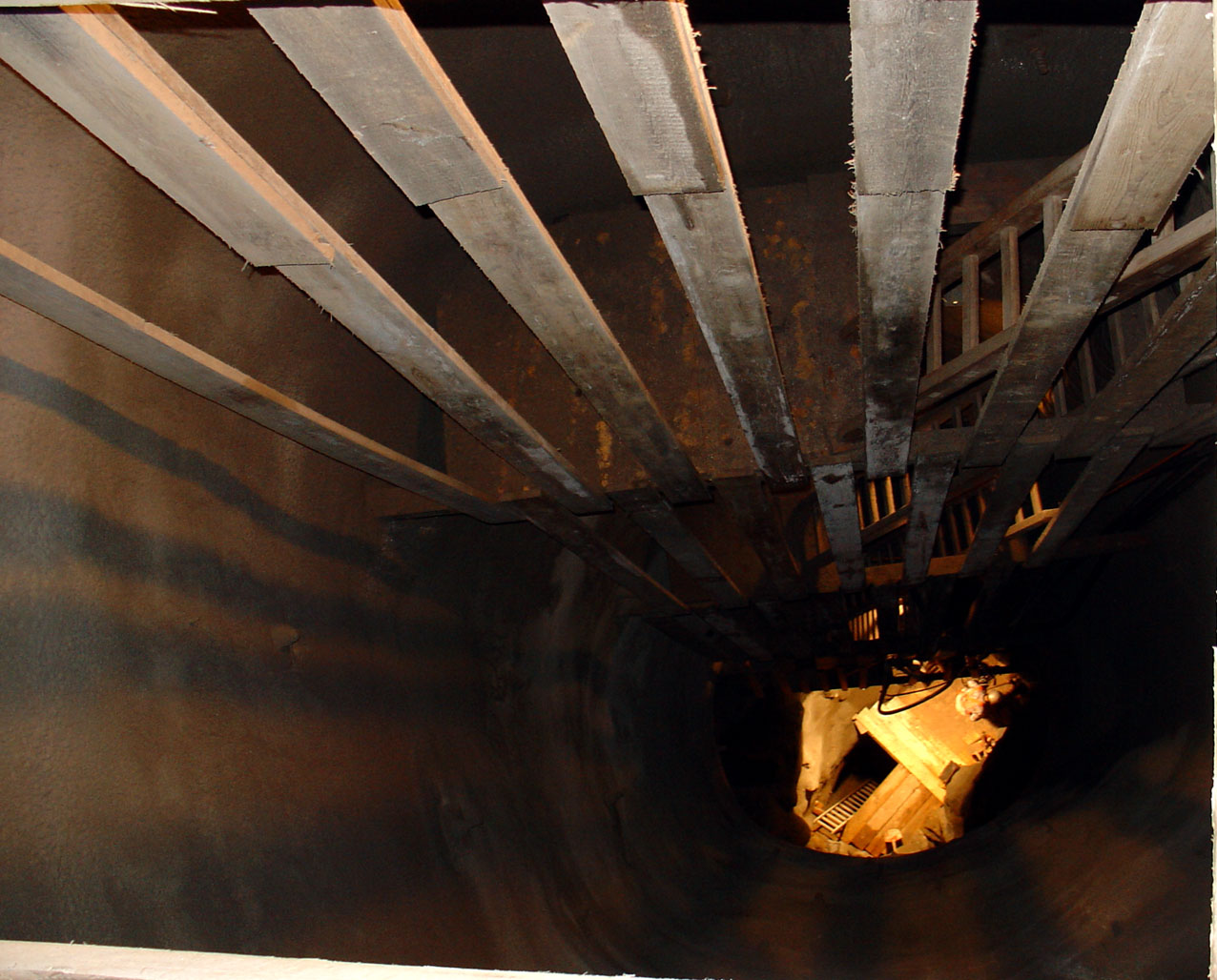
Blick in einen Schacht in Zinnwald-Georgenfeld (Erzgebirge)

Je nach Schachttyp und Schachtdurchmesser werden in den Schacht verschiedene Bauelemente, die der Inbetriebnahme des Schachtes dienen, eingebaut. In seigeren Schächten werden für die Förderung spezielle Konstruktionen aus U-Eisen verwendet, die der Bergmann Einstriche nennt. An diesen Einstrichen werden die Spurlatten befestigt. Je nach Bedarf werden Konsolen für die Aufnahme von Rohrleitungen und Schachtkabeln eingebaut.
Bei tonnlägigen Schächten werden zur Führung der Schachttonne Schachtstangen, auch Schachtlatten oder Tonnlatten genannt, eingebaut. Dies sind mit Eisen beschlagene Stangen, die auf dem Liegenden befestigt werden. Zur Befestigung der Schachtstangen auf der Unterlage dienen spezielle starke Nägel aus Eisen. Zum Wechsel von einem Schachtlattenstrang auf den anderen werden spezielle Wechsel mit Schachtschienen, das sind starke eiserne Bleche, an die Schachtstangen angeschlagen.
Bei Kunstschächten wurde eine Stange an der Schwinge eingebaut, die Schachtgestänge oder Ortsgestänge genannt wurde. Das Schachtgestänge reichte bis in das Tiefste des Schachtes, an ihm wurden die kleineren Zugstangen befestigt.

## Schachtbau
Das Niederbringen eines Schachtes wird allgemein als Abteufen bezeichnet, womit heute hauptsächlich manuelles und maschinelles In-die-Tiefe-Graben gemeint ist. Schächte werden heute mittels Bohr- und Sprengarbeit geteuft. Bevor ein Schacht geteuft wird, wird die genaue Lage des Schachtansatzpunktes geplant. In lockerem wasserführendem Gestein werden Schächte mit dem Gefrierschachtverfahren erstellt, bei Vorhandensein lockerer oberflächlicher Deckschichten wurde im 19. Jahrhundert mitunter das Senkschachtverfahren angewandt.
Mittels Großlochbohrungen können Schächte auch im vollen Profil gebohrt werden. Die Bohrer bei diesem Verfahren sind Vollschnittmaschinen, wie sie auch im Tunnelbau eingesetzt werden. Aufgrund der Größe der Bohrköpfe und der dafür nötigen Bohrgerüste findet das Schachtbohrverfahren nur vereinzelt Anwendung. Ein Beispiel hierfür ist das Raise-boring-Verfahren. Auf bereits aufgeschlossenen Grubengebäuden werden Schächte vor allem seit dem 20. Jahrhundert vermehrt maschinell hochgebrochen. Die aufwendige Förderung der Gesteinsmassen nach über Tage entfällt hierbei, wodurch dieses Schachtbauverfahren sehr schnell und kostengünstig ist.

## Abwerfen

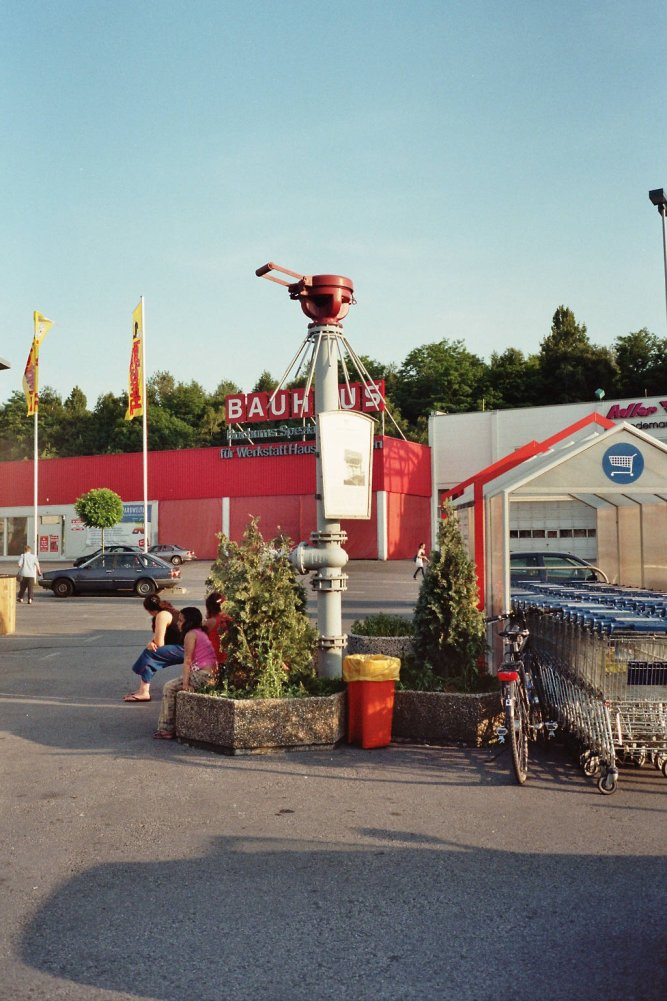
Schachtverschluss der Zeche Hannibal in Bochum

Abgeworfene Schächte werden in der Regel verwahrt. Dies kann durch Abdeckung, Plombierung oder Verfüllung geschehen.
Die frühere Hauptmethode zur Schachtverwahrung war die Abdeckung. Dabei wurde entweder die Schachtöffnung mit Holz oder Blechen verschalt, oder wenige Meter unter der Rasenhängebank eine Bühne aus Holz oder ein Gewölbe eingezogen und die Schachtröhre bis zur Geländeoberkante mit Schotter und Erdreich aufgefüllt. Bei solchen, nach heutigen Erkenntnissen nicht ordnungsgemäß verfüllten bzw. verwahrten Schächten, kommt es häufig nach Jahren zum Schachtverbruch, da das Holz im Laufe der Zeit verfault bzw. das Gewölbe einbricht oder die Bleche durchrosten. Aus diesem Grund wird diese Verwahrungsmethode in neuerer Zeit nicht mehr angewendet.
Schächte in standfestem Gebirge können plombiert werden. Ist die Langzeitstandsicherheit der Schachtröhre gegeben, so genügt es, den oberen Teil der Schachtröhre mit einer Plombe aus Stahlbeton zu verschließen. Die Plombe wird in Höhe des festen Gesteins eingebracht und anschließend bis über Tage mit Schotter bzw. Mineralgemisch verfüllt. Schächte in nicht standfestem Gebirge werden verfüllt. Als Verfüllmaterial kommt Schotter oder Beton zum Einsatz. Die Füllorte werden vor der Verfüllung durch Dämme vom Grubengebäude abgetrennt. Bei Verwendung von Schotter kommt es zu Nachsetzungen der Verfüllsäule. Deshalb wird in die Verkehrslastplatte eine Kontroll- und Verfüllöffnung eingebaut. Der Verfüllspiegel wird regelmäßig durch den Markscheider, bei stillgelegten Bergwerken durch das zuständige Bergamt, kontrolliert.
Im Kohlenbergbau wird zur sicheren Ableitung der Grubengase eine Protegohaube in den Deckel eingesetzt.